# Hrudí

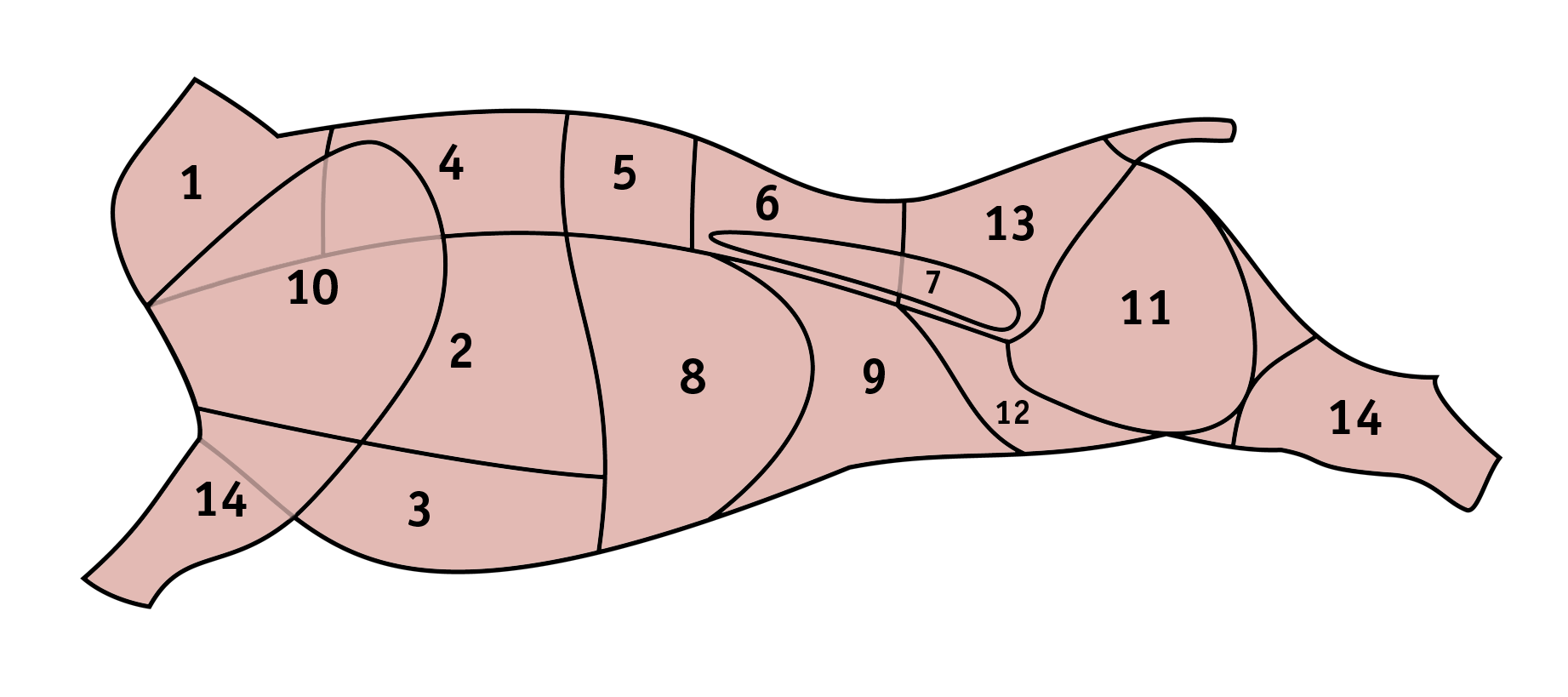
Schematické znázornění dílů hovězího masa - hrudí je pod číslem 3

Hrudí je část přední čtvrtě jatečně opracované půlky jatečného skotu, telat a koní. Z hlediska kuchyňské úpravy masa patří mezi přední maso s kostmi.
Kostní podklad je tvořený polovinou hrudní kosti a hrudními částmi pravých žeber, včetně chrupavek. Maso je tvořeno svalovinou trupu, hlavně šikmým hrudním svalem (m. transversus thoracis), šikmým a přímým břišním svalem (m. obliquus externus abdominis, m. rectus abdominis) a kožním svalem (m. cutaneus trunci). Mezi další, méně významné svaly patří také svaly mezižeberní, přímý sval hrudní a bránice. U skotu o živé hmotnosti 500 kg činí hmotnost hrudní v jatečné půlce průměrně 2,8 kg.